# Сині картини
Си́ні карти́ни (яп. 藍摺, あいずり, айдзурі; 藍絵, あいえ, ай-е; 藍摺絵, あいずりえ, айдзурі-е) —　різновид японських гравюр укійо-е кінця XVIII — середини XIX століття. Друкувалися, зазвичай, монохромними, у синьо-білих тонах, з використанням барвників індиго. Майстрами цього стилю були Кацусіка Хокусай, Утаґава Кунісада та інші. У середньовіччі терміном айдзурі позначали техніку нанесення синіх візерунків, зокрема на одяг. Термін ай-е стосувався візерунків синього кольору на кераміці. Інші назви — сині розписи, сині візерунки, сині гравюри тощо.

## Галерея

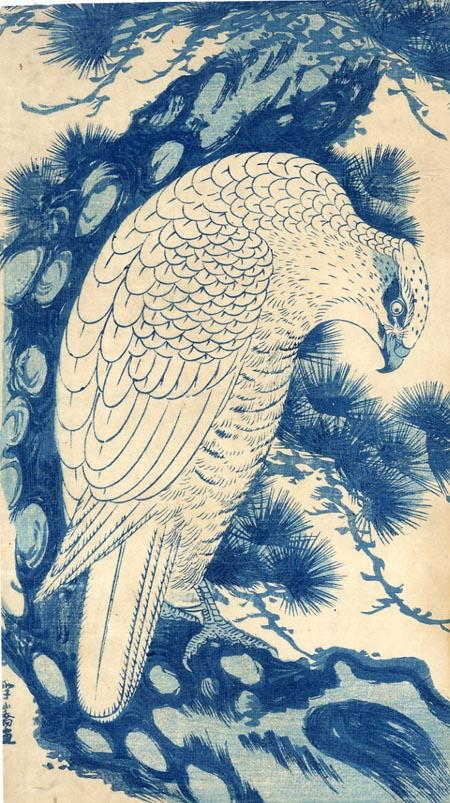
Білий яструб на сосні (Сава Секкьо, XIX ст.)
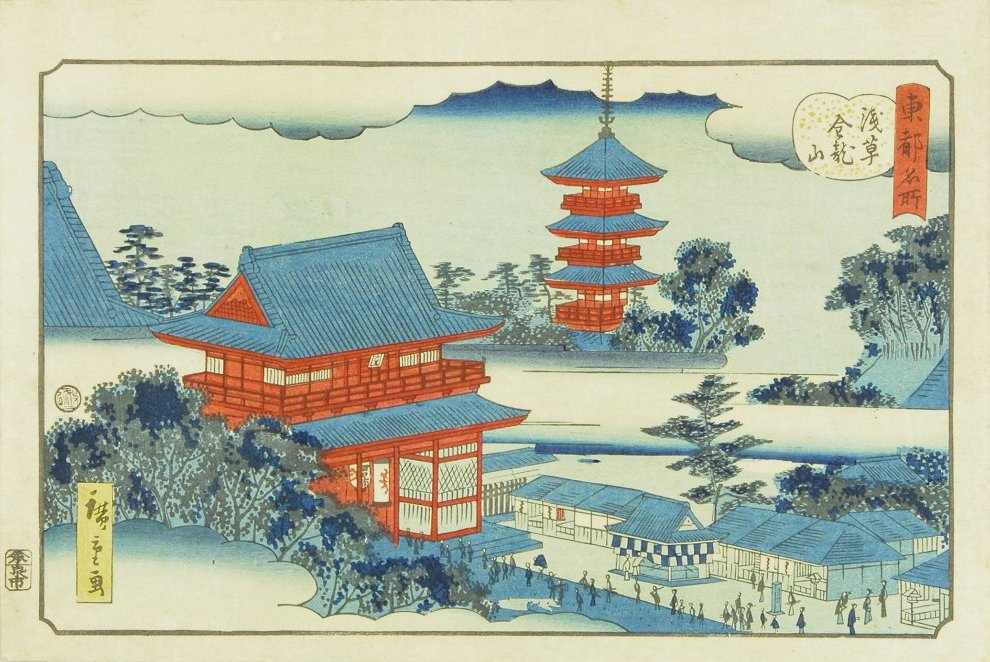
Храм Кінрюдзан в Асакусі. З серії Відомі місця східної столиці

## Книгопис
- Сині картини // 新村出編  『広辞苑』 [Великий сад слів]. — 第5版. — 東京: 岩波書店, 1998.
- 日本大辞典刊行会編　『日本国語大辞典』（第1巻）　小学館、1987年
- 吉田漱　『浮世絵の基礎知識』　大修館書店、1987年
- 稲垣進一編　『図説浮世絵入門』〈『ふくろうの本』〉　河出書房出版、1990年